# Lochemse Hockey Club
Lochemse Hockey Club is een Nederlandse hockeyclub uit de Gelderse plaats Lochem.
De club werd opgericht op 17 februari 1934 en speelt op een terrein aan de Koopsdijk ten zuiden van de stad Lochem. Het eerste heren- en damesteam komen in het seizoen 2012/13 beide uit in de Derde klasse van de KNHB.